# Бени (департамент)
Бѐни (на испански: Beni) е един от 9-те департамента на южноамериканската държава Боливия. Разположен е в североизточната част на страната. Населението на департамента е 468 180 жители (по изчисления за юли 2018 г.), а общата му площ – 213 564 км². Столицата му е град Тринидад.

## Провинции
Департаментът е разделен на 8 провинции. Някои от тях са:
1. Маморе
2. Марбан